# Manuel da Fonseca
Manuel da Fonseca (* 15. Oktober 1911 in Santiago do Cacém; † 11. März 1993 in Lissabon; eigentlich Manuel Lopes Fonseca) war ein portugiesischer Schriftsteller, der neben Carlos de Oliveira als einer der Großen des Neorealismus in der portugiesischen Literatur gilt.

## Leben
Fonseca wurde 1911 geboren. Er besuchte eine Schule in Lissabon.
Sein erstes Werk war 1942 ein Erzählband, sein bedeutendstes Werk Saat des Windes wurde 1958 von der Salazar-Diktatur verboten. Auch gilt er als großer Chronist und Erzähler des Alentejo.
Er schrieb auch Drehbücher für das Portugiesische Kino, zum Teil auf Grundlage seiner eigenen Werke (z. B. 1980 Das Dorf Cerromaior, Regie Luís Filipe Rocha). In O Trigo e o Joio (1965, Regie Manuel Guimarães) trat er auch selbst als Schauspieler auf, neben einigen Auftritten in Literatursendungen und Talkshows im portugiesischen Fernsehen. Da Fonseca war Mitglied der Kommunistischen Partei Portugals.
1983 wurde er mit dem Orden des heiligen Jakob vom Schwert ausgezeichnet.
Manuel da Fonseca starb 1993 in Lissabon. In seiner Geburtsstadt ist mit der Escola Secundária Manuel da Fonseca eine weiterführende Schule nach ihm benannt. Auch die Stadtbibliotheken von Castro Verde und seiner Heimatstadt Santiago do Cacém tragen seinen Namen.

## Werke (Auswahl)
- Aldeia Nova, 1942, Erzählungen.
- Cerromaior, 1945, Roman.
- Seara de Vento (1958), deutsch 1990 als Saat des Windes, bei Beck und Glückler, Roman.